# C/2011 A3 (Gibbs)
C/2011 A3 (Gibbs) — одна з довгоперіодичних комет. Комета була відкрита 15 січня 2011 року, коли мала 18.4m.